# Cuchillo de pan

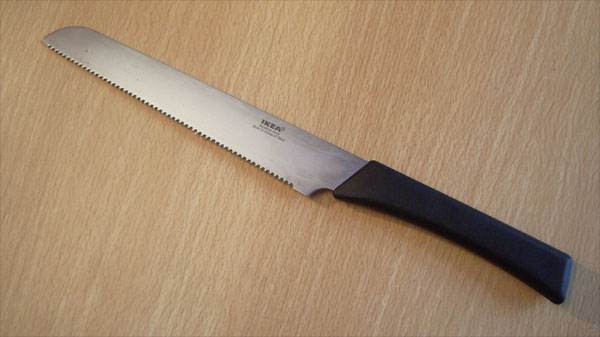
Cuchillo de pan

El cuchillo de pan es un cuchillo empleado para cortar el pan y que posee ciertas características especiales, la principal es su filo en sierra de grandes dientes que permite desgarrar las fibras del pan fácilmente. No tiene una posición fija en la mesa y generalmente se encuentra cerca de la fuente de pan. Es un cuchillo de grandes dimensiones que puede llegar a medir unos 30 cm de longitud.

## Usos
A pesar de lo que mucha gente piense, y al igual que ocurre con otros utensilios que forman parte de la cuberteria, existen diferentes cuchillos creados para cubrir distintas necesidades. En este caso, el cuchillo para cortar pan presenta dos cualidades principales, la primera de ellas es contar con una herramienta de corte capaz de adaptarse a las necesidades del usuario a la hora de cortar pan y derivados. Y la segunda, preservar el resto de cuchilleria frente al deterioro que sufrirían si se utilizaran cuchillos no adecuados para cortar pan.
Aparece en la mesa de los comensales para que estos corten el pan. Se considera, de todas formas, una herramienta informal de comidas de mucha gente, familiares, o incluso desayunos en las que cada persona se corta su propia rebanada con el grosor que desee. En las comidas formales el pan suele cortarse con la mano o en su defecto se sirve en rebanadas ya cortadas previamente. Se emplea este cuchillo también frecuentemente en la cocina para elaborar rebanadas de pan con las que hacer tostas, tostadas, torrijas, sandwiches, bocadillos, etc.
A pesar de no estar diseñado para cortar otros alimentos, el cuchillo panero puede ser utilizado para cortar tomates maduros, frutas jugosas y tartas, dándole así un grado de versatilidad a este cuchillo.